# Litoria spenceri
Litoria spenceri (Spencer's river tree frog, spotted frog o spotted treefrog) es una especie de anfibio anuro del género Litoria, de la familia Hylidae. 

## Distribución geográfica
Es originaria de Australia. Vive cerca del Gran Cordillera Divisoria en Victoria y Nueva Gales del Sur.  Vive entre 200 y 1100 metros sobre el nivel del mar.
La rana adulto mide 4.2 a 7.0 cm de largo.  Es de color verde marrón y generalmente tiene manchas. Esta rana vive en bosques montanos, tanto bosques densos en elevaciones altas como bosques más húmedos en elevaciones más bajas. Suele permanecer cerca de las zonas rocosas próximas a los arroyos en los que pasa la mayor parte del tiempo.
La rana hembra pone 200-1000 huevos a la vez entre las rocas o debajo de las rocas en el agua. Los renacuajos comen algas de las rocas y detritos del fondo de los arroyos.  Las ranas adultas comen insectos. Entre las poblaciones de baja elevación, las ranas macho se vuelven adultas 18 meses después de transformarse de renacuajos en ranas y las ranas hembras se vuelven adultas después de 3.5 años. Entre las poblaciones de gran altitud, las ranas macho se vuelven adultas después de 3.5 años y las hembras después de 4.5 años.
Esta rana está  en peligro de extinción. Los científicos solo vieron esta rana en 19 arroyos. La rana ha desaparecido de 4 de ellos. Los otros 15 arroyos forman 12 grupos de ranas que solo se aparean dentro de su grupo. Las ranas adultas no se mueven mucho. Los científicos creen que una sola rana no se mueve más de 80 metros incluso durante muchos años.
Los científicos no están seguros de por qué esta rana está en peligro, pero creen que muchas de ellas murieron durante el siglo XX. Piensan que dos tipos de especies invasoras, la trucha arcoíris y trucha marrón se están comiendo los renacuajos. Esta rana puede contraer la enfermedad quitridiomicosis.